# Partito Co-Operativo
Il Partito Co-Operativo (in inglese Co-operative Party) è un partito politico del Regno Unito di centro-sinistra, che sostiene i valori e i principi del cooperativismo. Istituito nel 1917, il Partito Co-Operativo fu fondato da società cooperative per supportare politicamente un trattamento più equo delle imprese cooperative e per eleggere cooperativi in Parlamento. Le radici del partito si trovano nell'Unione Co-Operativa istituita nel 1881.
Dal 1927 il Partito Co-Operativo è in alleanza elettorale con il Partito Laburista, ed entrambi i partiti non propongono candidati in opposizione tra loro. I candidati scelti dai membri dei due partiti partecipano alle elezioni sotto il nome di Partito Laburista e Co-Operativo. Il Partito Co-Operativo è un'entità legalmente separata dal Partito Laburista, ed è registrato come partito politico all'interno della Commissione Elettorale del Regno Unito. Ai membri del Partito Co-Operativo non è permesso di essere iscritti ad altri partiti politici del Regno Unito, ad eccezione del Partito Laburista o del Partito Social Democratico e Laburista (SDLP) dell'Irlanda del Nord.
Il Partito Co-Operativo è il quarto partito alla Camera dei comuni con 33 deputati anche se, dato che tutti siedono all'interno del gruppo parlamentare laburista, questa distinzione viene raramente effettuata. Il Partito ha anche rappresentanti alla Camera dei lord, al Parlamento scozzese, al Parlamento gallese, all'Assemblea di Londra e nelle amministrazioni locali.
In coerenza con i valori e principi cooperativi, il Partito Co-Operativo non ha un leader. Anna Turley funge da Presidente del Comitato Esecutivo Nazionale; Joe Fortune è segretario generale e Jim McMahon è il presidente del gruppo parlamentare co-operativo.